# Justin Kiriakis
Justin Kiriakis is een personage uit de soapserie Days of our Lives. De rol werd van 3 februari 1987 tot 5 februari 1991 gespeeld door Wally Kurth.

## Personagebeschrijving
Justin is het neefje van Victor Kiriakis en kwam in 1987 naar Salem. Zijn ouders Alexander en Christina waren beiden dood en Victor was het enige familielid dat hij nog had. Justin genoot van het rijke leventje dat hij had en van de vrouwen. Hij had een korte romance met Anjelica Deveraux. Justin leerde Adrienne Johnson kennen, een arm meisje en Justin deed zich voor als een bouwvakker. Hij verborg zijn identiteit omdat Adrienne tegen een project was waar Victor achter stond. Adrienne en Justin werden verliefd en Victor, die hun relatie afkeurde, vertelde de waarheid aan Adrienne die nu kwaad was maar evenzeer verliefd.
Ze gingen op reis naar Griekenland en trouwden. Hun huwelijk was verre van perfect omdat Adrienne het moeilijk had met de illegal connecties van de familiezaak. Ze werd zwanger maar kreeg een miskraam door de stress. Justin besloot nu om zijn banden met de misdaad en zijn oom Victor te verbreken om zijn huwelijk te doen slagen. Toen Victor werd neergeschoten ging Justin in het Kiriakis-huis wonen om alles in de gaten te houden, maar Adrienne weigerde met hem mee te gaan.
Rond deze tijd begon Adrienne een verhouding met de stalknecht Emilio Ramirez. Toen Justin dit ontdekte plande hij een accident voor Emilio waar hij bij zou omkomen. Justin trapte echter in zijn eigen val en werd verlamd. Door het ongeval verzoenden Adrienne en Justin zich. Na een tijdje kon Justin opnieuw lopen, maar bleef wel impotent. Na een tijdje ontdekten ze dat Alexander, de jonge zoon van Anjelica Deveraux een kind was van Justin, maar het huwelijk overleefde dat. Uiteindelijk bleek dat Victor Justin medicatie toediende waardoor hij impotent werd. Hierdoor vertrokken Justin en Adrienne uit het Kiriakis-huis. Om Victor terug te betalen huurde Justin de prostituee Yvette DuPres in om Victor te verleiden en hem wijs te maken dat zee en welgestelde Barones was. Toen Victor dit ontdekte was hij woedend.
Anjelica trok bij Victor in en wilde met hem trouwen omdat ze wist dat Justin niet zou willen dat zijn zoon opgroeide onder het dak van Victor. Justin stopte het huwelijk en bracht Anjelica onder in een penthouse. Adrienne had schrik om Justin kwijt te raken en veinsde een zwangerschap op aanraden van Victor. Nadat Anjelica haar ontmaskerde besloten Adrienne en Justin te scheiden.
Adrienne en Justin werden concurrenten in de zakenwereld toen ze beiden bouwbedrijven oprichtten. Tijdens deze tijd spraken ze ook weer met elkaar af, wat Anjelica woedend maakte. Anjelica kocht een van de werkmannen van Adrienne om om een gebouw op te blazen. Ze was er zich van bewust dat ze ontdekt zou worden en besloot om te vluchten met Alexander in een vliegtuig. Het vliegtuig crashte en zij en Alexander werden dood gewaand, maar eigenlijk zaten ze op een andere vlucht.
Adrienne en Justin groeiden hierdoor weer naar elkaar toe waardoor Victor zijn neef de rug toekeerde. Justin en Adrienne hertrouwden op 1 juni 1990 en gingen naar Tahiti voor hun huwelijksreis waar ze Carly Manning ontmoetten. Ze zorgde meteen voor problemen. Adrienne werd ontvoerd omdat mensen dachten dat ze Carly was. Toen ze bevrijd werd overtuigden Justin en Adrienne haar om mee naar Salem te komen. Na hun terugkeer namen ze Anjelica’s poetsvrouw J.J. Bagwood aan.
Adrienne en Justin hadden problemen om kinderente krijgen en toen J.J. zwanger was van een tweeling besloot ze deze af te staan voor adoptie aan Adrienne en Justin. Nadat de tweeling werd geboren op 9 september 1990 dook de biologische vader, Stanley, op die zijn kinderen opeiste. J.J. begon zelf ook te twijfelen of ze de kinderen wel zou afstaan maar zij en Stanley beslisten uiteindelijk dat Justin en Adrienne de kinderen een beter leven konden geven. J.J. besloot Salem te verlaten. Korte tijd daarna werd Adrienne zwanger en kreeg een zoon die ze Jackson noemde. Justin verzoende zich met zijn oom Victor en Nick Corelli hielp Justin Alexander terug te vinden. Hierna verhuisden Justin en Adrienne naar Texas waar ze met een nieuw Bouwbedrijf, A.J. Construction startten.
Op 1 mei 2007 keerde Adrienne terug naar Salem op vraag van Kayla Brady om haar broer Steve Johnson te helpen, die gehersenspoeld werd door de DiMera's. Kort daarna volgden Justin en de kinderen, maar zij werden nooit op het scherm getoond. Het bleek dat Justin zich niet goed kon aanpassen aan het leven in Salem en in januari kreeg hij een baan aangeboden in Dubai (V.A.E.) en de hele familie verhuisde.